# Jost Fitschen
Jost Fitschen (Brest, Alemania; 1 de enero de 1869 - Hamburgo-Altona, 26 de enero de 1947) fue un biólogo, y escritor alemán. Fue coautor, con Otto Schmeil, de un excelente libro de identificación de plantas de la flora de Alemania: el célebre Flora von Deutschland und seinen angrenzenden Gebieten (Flora de Alemania y sus áreas vecinas) con la primera edición aparecida en 1903. Este libro para la determinación a campo, es conocido como el Schmeil-Fitschen, y ya está en su 94.ª edición, en 2009.

## Vida
Fue maestro de escuela primaria en Geversdorf en Cuxhaven, a continuación, en Neuhaus / Oste y Uphusen, y más tarde en Magdeburgo antes se desempeñó como rector de una escuela primaria en Hamburgo-Altona. En Magdeburgo pertenecía al Quórum de los ciudadanos en la Escuela Primaria Wilhelm, una de las mayores escuelas de Magdeburgo con alrededor de 1.400 estudiantes y más de 40 profesores.
Su superior era el profesor de ciencias Otto Schmeil, que ocupaba el rectorado desde 1894.
Debido a una enfermedad de los nervios motores, se retiró antes de tiempo. Casi los últimos veinte años de su vida sufrió de una parálisis progresiva que lo dejaría postrado en su apartamento de Hamburgo.
En los círculos profesionales, Fitschen es considerado un excelente herbolario. Exploró, entre otras cosas, la flora del Elba inferior, adventicias, algas, moras y coníferas.

## Obra
- Flora von Deutschland : ein Hilfsbuch zum Bestimmen der zwischen den deutschen Meeren und den Alpen wildwachsenden und angebauten Pflanzen (con Otto Schmeil) Leipzig : Quelle & Meyer, 30ª ed. 1922 – Flora de Germania: un libro auxiliar para determinar planats cultivadas y nativas en Alemania.
- Handbuch der Nadelholzkunde: Systematik, Beschreibung, Verwendung u. Kultur d. Ginkgoaceen, Freiland-Koniferen u. Gnetaceen. Für Gärtner, Forstbeamte u. Botaniker. Mit Beitr. v. H. Klebahn u.a. Mit 204 Textabb (con Ludwig Beissner) 1930 – Texto de maderas blandas : sistemática, descripciones, usos en cultivos de Ginkgoaceae, coníferas y Gnetaceae. Para jardineros, forestadores, botánicos, con contribuciones de Heinrich Klebahn, inter alia con 204 abreviaciones.[5]
- Gehölzflora ein Buch zum Bestimmen der in Deutschland und den angrenzenden Ländern wildwachsenden und angepflanzten Bäume und Sträucher. 3ª ed. de 1935 – Plantas leñosas; un libro para la determinación de los árboles y arbustos silvestres y cultivadas en Alemania y países vecinos.[6]
- Die verbreitetsten Pflanzen Deutschlands. Einfache Tabellen zum Bestimmen unserer häufigsten wildwachsenden und angebauten Pflanzen nach der „Flora“ von Schmeil-Fitschen (con Otto Schmeil). Leipzig, 1941.